# Inglaterra en la Copa Mundial de Fútbol de 1966
La selección de fútbol de Inglaterra fue una de las 16 participantes en la Copa Mundial de 1966 que se celebró justamente en Inglaterra y por esto clasificó directamente.
Los locales eran los claros favoritos para alzar la Copa Jules Rimet y mostraron su compromiso desde el principio, ganaron su grupo con un empate y dos victorias. En cuartos de final se impusieron a Argentina en un polémico partido, vencieron a la sorprendente Portugal de Eusébio y finalmente se consagraron campeones del Mundo al vencer 4-2 a Alemania Federal con el famoso gol fantasma.
Inglaterra no volvería a alcanzar las semifinales del torneo hasta 24 años después, en la Copa Mundial de Italia 1990.

## Jugadores[3]
| #  | Nombre          | Posición      | Edad | Club                |
| -- | --------------- | ------------- | ---- | ------------------- |
| 1  | Gordon Banks†   | Guardameta    | 28   | Leicester City      |
| 2  | George Cohen†   | Defensor      | 26   | Fulham F. C.        |
| 3  | Ray Wilson†     | Defensor      | 31   | Everton F. C.       |
| 4  | Nobby Stiles†   | Mediocampista | 24   | Manchester United   |
| 5  | Jack Charlton†  | Defensor      | 31   | Leeds United        |
| 6  | Bobby Moore†    | Defensor      | 25   | West Ham United     |
| 7  | Alan Ball†      | Mediocampista | 21   | Blackpool F. C.     |
| 8  | Jimmy Greaves†  | Delantero     | 26   | Tottenham Hotspur   |
| 9  | Bobby Charlton† | Delantero     | 28   | Manchester United   |
| 10 | Geoff Hurst     | Delantero     | 24   | West Ham United     |
| 11 | John Connelly†  | Mediocampista | 28   | Manchester United   |
| 12 | Ron Springett†  | Guardameta    | 30   | Sheffield Wednesday |
| 13 | Peter Bonetti†  | Guardameta    | 24   | Chelsea F. C.       |
| 14 | Jimmy Armfield† | Defensor      | 30   | Blackpool F. C.     |
| 15 | Gerry Byrne†    | Defensor      | 27   | Liverpool F. C.     |
| 16 | Martin Peters†  | Mediocampista | 22   | West Ham United     |
| 17 | Ronald Flowers† | Mediocampista | 31   | Wolves Wanderers    |
| 18 | Norman Hunter†  | Defensor      | 22   | Leeds United        |
| 19 | Terry Paine     | Mediocampista | 27   | Southampton F. C.   |
| 20 | Ian Callaghan   | Mediocampista | 24   | Liverpool F. C.     |
| 21 | Roger Hunt†     | Delantero     | 28   | Liverpool F. C.     |
| 22 | George Eastham† | Mediocampista | 29   | Arsenal F. C.       |
| DT | Alf Ramsey†     |               |      |                     |

## Participación

### Primera fase

#### Grupo 1
| Equipo     | Pts | PJ | PG | PE | PP | GF | GC | Dif |
| ---------- | --- | -- | -- | -- | -- | -- | -- | --- |
| Inglaterra | 5   | 3  | 2  | 1  | 0  | 4  | 0  | 4   |
| Uruguay    | 4   | 3  | 1  | 2  | 0  | 2  | 1  | 1   |
| México     | 2   | 3  | 0  | 2  | 1  | 1  | 3  | -2  |
| Francia    | 1   | 3  | 0  | 1  | 2  | 2  | 5  | -3  |

#### Contra Uruguay
| 11 de julio de 1966, 19:30 | Inglaterra | 0:0     | Uruguay | Estadio de Wembley, Londres                              |                                                          |
|                            |            | Reporte |         | Asistencia: 87.000 espectadores Árbitro(s): Istvan Zsolt | Asistencia: 87.000 espectadores Árbitro(s): Istvan Zsolt |

| 1  | PO | Gordon Banks   |
| 2  | DF | George Cohen   |
| 3  | DF | Ray Wilson     |
| 5  | DF | Jack Charlton  |
| 6  | DF | Bobby Moore    |
| 4  | MC | Nobby Stiles   |
| 7  | MC | Alan Ball      |
| 8  | DE | Jimmy Greaves  |
| 9  | DE | Bobby Charlton |
| 11 | DE | John Connelly  |
| 21 | DE | Roger Hunt     |
| DT | DT | Alf Ramsey     |

| 1  | PO | Ladislao Mazurkiewicz |
| 2  | DF | Horacio Troche        |
| 3  | DF | Jorge Manicera        |
| 5  | DF | Néstor Gonçalves      |
| 15 | DF | Luis Ubiña            |
| 6  | MC | Omar Caetano          |
| 7  | MC | Julio César Cortés    |
| 19 | MC | Héctor Silva          |
| 10 | DE | Pedro Rocha           |
| 11 | DE | Domingo Pérez         |
| 18 | DE | Milton Viera          |
| DT | DT | Ondino Viera          |

| Árbitro             | Istvan Zsolt       |
| Árbitros asistentes | Tofiq Bəhramov     |
| Árbitros asistentes | Dimitar Rumentchev |

| 1  | PO | Gordon Banks   |
| 2  | DF | George Cohen   |
| 3  | DF | Ray Wilson     |
| 5  | DF | Jack Charlton  |
| 6  | DF | Bobby Moore    |
| 4  | MC | Nobby Stiles   |
| 7  | MC | Alan Ball      |
| 8  | DE | Jimmy Greaves  |
| 9  | DE | Bobby Charlton |
| 11 | DE | John Connelly  |
| 21 | DE | Roger Hunt     |
| DT | DT | Alf Ramsey     |

| 1  | PO | Ladislao Mazurkiewicz |
| 2  | DF | Horacio Troche        |
| 3  | DF | Jorge Manicera        |
| 5  | DF | Néstor Gonçalves      |
| 15 | DF | Luis Ubiña            |
| 6  | MC | Omar Caetano          |
| 7  | MC | Julio César Cortés    |
| 19 | MC | Héctor Silva          |
| 10 | DE | Pedro Rocha           |
| 11 | DE | Domingo Pérez         |
| 18 | DE | Milton Viera          |
| DT | DT | Ondino Viera          |

| Árbitro             | Istvan Zsolt       |
| Árbitros asistentes | Tofiq Bəhramov     |
| Árbitros asistentes | Dimitar Rumentchev |

#### Contra México
| 16 de julio de 1966, 19:30 | Inglaterra              | 2:0 (1:0) | México | Estadio de Wembley, Londres                                   |                                                               |
|                            | Charlton 37' · Hunt 75' | Reporte   |        | Asistencia: 92.000 espectadores Árbitro(s): Concetto Lo Bello | Asistencia: 92.000 espectadores Árbitro(s): Concetto Lo Bello |

| 1  | PO | Gordon Banks   |
| 2  | DF | George Cohen   |
| 3  | DF | Ray Wilson     |
| 5  | DF | Jack Charlton  |
| 6  | DF | Bobby Moore    |
| 4  | MC | Nobby Stiles   |
| 16 | MC | Martin Peters  |
| 8  | DE | Jimmy Greaves  |
| 9  | DE | Bobby Charlton |
| 19 | DE | Terry Paine    |
| 21 | DE | Roger Hunt     |
| DT | DT | Alf Ramsey     |

| 12 | PO | Ignacio Calderón    |
| 2  | DF | Arturo Chaires      |
| 3  | DF | Gustavo Peña        |
| 4  | DF | Jesús del Muro      |
| 5  | DF | Ignacio Jáuregui    |
| 14 | DF | Gabriel Núñez       |
| 6  | MC | Isidoro Díaz        |
| 15 | MC | Guillermo Hernández |
| 8  | DE | Aarón Padilla       |
| 19 | DE | Salvador Reyes      |
| 20 | DE | Enrique Borja       |
| DT | DT | Ignacio Trelles     |

| Anotado | 37' | Bobby Charlton |
| Anotado | 75' | Roger Hunt     |

| Árbitro             | Concetto Lo Bello  |
| Árbitros asistentes | Duk Ryong Choi     |
| Árbitros asistentes | Menachem Ashkenazi |

| 1  | PO | Gordon Banks   |
| 2  | DF | George Cohen   |
| 3  | DF | Ray Wilson     |
| 5  | DF | Jack Charlton  |
| 6  | DF | Bobby Moore    |
| 4  | MC | Nobby Stiles   |
| 16 | MC | Martin Peters  |
| 8  | DE | Jimmy Greaves  |
| 9  | DE | Bobby Charlton |
| 19 | DE | Terry Paine    |
| 21 | DE | Roger Hunt     |
| DT | DT | Alf Ramsey     |

| 12 | PO | Ignacio Calderón    |
| 2  | DF | Arturo Chaires      |
| 3  | DF | Gustavo Peña        |
| 4  | DF | Jesús del Muro      |
| 5  | DF | Ignacio Jáuregui    |
| 14 | DF | Gabriel Núñez       |
| 6  | MC | Isidoro Díaz        |
| 15 | MC | Guillermo Hernández |
| 8  | DE | Aarón Padilla       |
| 19 | DE | Salvador Reyes      |
| 20 | DE | Enrique Borja       |
| DT | DT | Ignacio Trelles     |

| Anotado | 37' | Bobby Charlton |
| Anotado | 75' | Roger Hunt     |

| Árbitro             | Concetto Lo Bello  |
| Árbitros asistentes | Duk Ryong Choi     |
| Árbitros asistentes | Menachem Ashkenazi |

#### Contra Francia
| 20 de julio de 1966, 19:30 | Inglaterra    | 2:0 (1:0) | Francia | Estadio de Wembley, Londres                                 |                                                             |
|                            | Hunt 38', 75' | Reporte   |         | Asistencia: 98.000 espectadores Árbitro(s): Arturo Yamasaki | Asistencia: 98.000 espectadores Árbitro(s): Arturo Yamasaki |

| 1  | PO | Gordon Banks   |
| 2  | DF | George Cohen   |
| 3  | DF | Ray Wilson     |
| 5  | DF | Jack Charlton  |
| 6  | DF | Bobby Moore    |
| 4  | MC | Nobby Stiles   |
| 16 | MC | Martin Peters  |
| 20 | MC | Ian Callaghan  |
| 8  | DE | Jimmy Greaves  |
| 9  | DE | Bobby Charlton |
| 21 | DE | Roger Hunt     |
| DT | DT | Alf Ramsey     |

| 1  | PO | Marcel Aubour    |
| 5  | DF | Bernard Bosquier |
| 6  | DF | Robert Budzynski |
| 12 | DF | Jean Djorkaeff   |
| 2  | MC | Marcel Artelesa  |
| 4  | MC | Joseph Bonnel    |
| 15 | MC | Yves Herbet      |
| 16 | MC | Robert Herbin    |
| 13 | DE | Philippe Gondet  |
| 14 | DE | Gérard Hausser   |
| 20 | DE | Jacques Simon    |
| DT | DT | Henri Guérin     |

| Anotado | 38' | Roger Hunt |
| Anotado | 75' | Roger Hunt |

| Árbitro             | Arturo Yamasaki    |
| Árbitros asistentes | Karol Galba        |
| Árbitros asistentes | Dimitar Rumentchev |

| 1  | PO | Gordon Banks   |
| 2  | DF | George Cohen   |
| 3  | DF | Ray Wilson     |
| 5  | DF | Jack Charlton  |
| 6  | DF | Bobby Moore    |
| 4  | MC | Nobby Stiles   |
| 16 | MC | Martin Peters  |
| 20 | MC | Ian Callaghan  |
| 8  | DE | Jimmy Greaves  |
| 9  | DE | Bobby Charlton |
| 21 | DE | Roger Hunt     |
| DT | DT | Alf Ramsey     |

| 1  | PO | Marcel Aubour    |
| 5  | DF | Bernard Bosquier |
| 6  | DF | Robert Budzynski |
| 12 | DF | Jean Djorkaeff   |
| 2  | MC | Marcel Artelesa  |
| 4  | MC | Joseph Bonnel    |
| 15 | MC | Yves Herbet      |
| 16 | MC | Robert Herbin    |
| 13 | DE | Philippe Gondet  |
| 14 | DE | Gérard Hausser   |
| 20 | DE | Jacques Simon    |
| DT | DT | Henri Guérin     |

| Anotado | 38' | Roger Hunt |
| Anotado | 75' | Roger Hunt |

| Árbitro             | Arturo Yamasaki    |
| Árbitros asistentes | Karol Galba        |
| Árbitros asistentes | Dimitar Rumentchev |

### Cuartos de final
| 23 de julio de 1966, 15:00 | Inglaterra | 1:0 (0:0) | Argentina | Estadio de Wembley, Londres                                  |                                                              |
|                            | Hurst 78'  | Reporte   |           | Asistencia: 90.584 espectadores Árbitro(s): Rudolf Kreitlein | Asistencia: 90.584 espectadores Árbitro(s): Rudolf Kreitlein |

| 1  | PO | Gordon Banks   |
| 2  | DF | George Cohen   |
| 3  | DF | Ray Wilson     |
| 5  | DF | Jack Charlton  |
| 6  | DF | Bobby Moore    |
| 4  | MC | Nobby Stiles   |
| 7  | MC | Alan Ball      |
| 16 | MC | Martin Peters  |
| 9  | DE | Bobby Charlton |
| 10 | DE | Geoff Hurst    |
| 21 | DE | Roger Hunt     |
| DT | DT | Alf Ramsey     |

| 1  | PO | Antonio Roma         |
| 4  | DF | Roberto Perfumo      |
| 7  | DF | Silvio Marzolini     |
| 8  | DF | Roberto Ferreiro     |
| 10 | MC | Antonio Rattín       |
| 12 | MC | José Rafael Albrecht |
| 15 | DE | Jorge Solari         |
| 16 | DE | Alberto González     |
| 19 | DE | Luis Artime          |
| 20 | DE | Ermindo Onega        |
| 21 | DE | Oscar Más            |
| DT | DT | Juan Carlos Lorenzo  |

| Anotado | 78' | Geoff Hurst |

|  | 35' | Antonio Rattín |

| Árbitro             | Rudolf Kreitlein |
| Árbitros asistentes | Gottfried Dienst |
| Árbitros asistentes | Istvan Zsolt     |

| 1  | PO | Gordon Banks   |
| 2  | DF | George Cohen   |
| 3  | DF | Ray Wilson     |
| 5  | DF | Jack Charlton  |
| 6  | DF | Bobby Moore    |
| 4  | MC | Nobby Stiles   |
| 7  | MC | Alan Ball      |
| 16 | MC | Martin Peters  |
| 9  | DE | Bobby Charlton |
| 10 | DE | Geoff Hurst    |
| 21 | DE | Roger Hunt     |
| DT | DT | Alf Ramsey     |

| 1  | PO | Antonio Roma         |
| 4  | DF | Roberto Perfumo      |
| 7  | DF | Silvio Marzolini     |
| 8  | DF | Roberto Ferreiro     |
| 10 | MC | Antonio Rattín       |
| 12 | MC | José Rafael Albrecht |
| 15 | DE | Jorge Solari         |
| 16 | DE | Alberto González     |
| 19 | DE | Luis Artime          |
| 20 | DE | Ermindo Onega        |
| 21 | DE | Oscar Más            |
| DT | DT | Juan Carlos Lorenzo  |

| Anotado | 78' | Geoff Hurst |

|  | 35' | Antonio Rattín |

| Árbitro             | Rudolf Kreitlein |
| Árbitros asistentes | Gottfried Dienst |
| Árbitros asistentes | Istvan Zsolt     |

### Semifinal
| 26 de julio de 1966, 19:30 | Inglaterra       | 2:1 (1:0) | Portugal           | Estadio de Wembley, Londres                                 |                                                             |
|                            | Charlton 30' 80' | Reporte   | Eusébio 82' (pen.) | Asistencia: 94.493 espectadores Árbitro(s): Pierre Schwinte | Asistencia: 94.493 espectadores Árbitro(s): Pierre Schwinte |

| 1  | PO | Gordon Banks   |
| 2  | DF | George Cohen   |
| 3  | DF | Ray Wilson     |
| 5  | DF | Jack Charlton  |
| 6  | DF | Bobby Moore    |
| 4  | MC | Nobby Stiles   |
| 7  | MC | Alan Ball      |
| 16 | MC | Martin Peters  |
| 9  | DE | Bobby Charlton |
| 10 | DE | Geoff Hurst    |
| 21 | DE | Roger Hunt     |
| DT | DT | Alf Ramsey     |

| 3  | PO | José Pereira       |
| 9  | DF | Hilário            |
| 21 | DF | Alexandre Baptista |
| 22 | DF | José Carlos        |
| 20 | DF | Alberto Festa      |
| 10 | MC | Mário Coluna       |
| 16 | MC | Jaime Graça        |
| 11 | DE | António Simões     |
| 12 | DE | José Augusto       |
| 13 | DE | Eusébio            |
| 18 | DE | José Torres        |
| DT | DT | Otto Glória        |

| Anotado | 30' | Bobby Charlton |
| Anotado | 80' | Bobby Charlton |

| Anotado · Penal | 82' | Eusébio |

| Árbitro             | Pierre Schwinte    |
| Árbitros asistentes | Arturo Yamasaki    |
| Árbitros asistentes | Konstantin Zecevic |

| 1  | PO | Gordon Banks   |
| 2  | DF | George Cohen   |
| 3  | DF | Ray Wilson     |
| 5  | DF | Jack Charlton  |
| 6  | DF | Bobby Moore    |
| 4  | MC | Nobby Stiles   |
| 7  | MC | Alan Ball      |
| 16 | MC | Martin Peters  |
| 9  | DE | Bobby Charlton |
| 10 | DE | Geoff Hurst    |
| 21 | DE | Roger Hunt     |
| DT | DT | Alf Ramsey     |

| 3  | PO | José Pereira       |
| 9  | DF | Hilário            |
| 21 | DF | Alexandre Baptista |
| 22 | DF | José Carlos        |
| 20 | DF | Alberto Festa      |
| 10 | MC | Mário Coluna       |
| 16 | MC | Jaime Graça        |
| 11 | DE | António Simões     |
| 12 | DE | José Augusto       |
| 13 | DE | Eusébio            |
| 18 | DE | José Torres        |
| DT | DT | Otto Glória        |

| Anotado | 30' | Bobby Charlton |
| Anotado | 80' | Bobby Charlton |

| Anotado · Penal | 82' | Eusébio |

| Árbitro             | Pierre Schwinte    |
| Árbitros asistentes | Arturo Yamasaki    |
| Árbitros asistentes | Konstantin Zecevic |

### Final
| 30 de julio de 1966, 15:00                                                                       | Inglaterra                         | 4:2 (3:2, 2:2, 1:1) (t. s.) | Alemania Federal       | Estadio de Wembley, Londres                                  |                                                              |
|                                                                                                  | Hurst 18', 101', 120' · Peters 78' | Reporte                     | Haller 12' · Weber 89' | Asistencia: 96.924 espectadores Árbitro(s): Gottfried Dienst | Asistencia: 96.924 espectadores Árbitro(s): Gottfried Dienst |
| Geoff Hurst es el primer jugador en anotar un hattrick o triplete en una final de Copa del Mundo |                                    |                             |                        |                                                              |                                                              |

| Bandera de Inglaterra |
| Campeón Inglaterra    |
| 1.º título            |